# Aquí Estamos
Aquí Estamos fue una publicación española de ideología falangista editada en Palma de Mallorca entre 1936 y 1942.

## Historia
Fue fundada en mayo de 1936 como una publicación clandestina de ideología falangista. Su primer número es del 23 de mayo de 1936. Tras el estallido de la Guerra civil continuó editándose como parte de la prensa oficial de Falange en Baleares, junto con Falange (posteriormente Baleares). Surgida originalmente como una publicación de carácter mensual, a partir del número 7 pasó a editarse con carácter semanal, aunque posteriormente volvería a publicarse mensualmente. Llegó a editar un suplemento sindical, Actividad, publicado desde el 27 de diciembre de 1936. Aquí Estamos continuó publicándose hasta noviembre de 1942.
Fueron redactores del semanario Néstor Gallego, Pablo Sáiz Gralla, Alfonso de Zayas o Ladislao López Bassa.
Desde junio de 1939 el diario Baleares fue el órgano oficial falangista en el archipiélago.